# Elaeocarpus kambi
Elaeocarpus kambi är en tvåhjärtbladig växtart som beskrevs av L. S. Gibbs. Elaeocarpus kambi ingår i släktet Elaeocarpus och familjen Elaeocarpaceae. Inga underarter finns listade i Catalogue of Life.